# Prata di Pordenone
Prata di Pordenone is een gemeente in de Italiaanse provincie Pordenone (regio Friuli-Venezia Giulia) en telt 7453 inwoners (31-12-2004). De oppervlakte bedraagt 22,9 km², de bevolkingsdichtheid is 317 inwoners per km².
De volgende frazioni maken deel uit van de gemeente: Ghirano, Puja, Prata di Sopra, Villanova, Le Monde.

## Demografie
Prata di Pordenone telt ongeveer 2738 huishoudens. Het aantal inwoners steeg in de periode 1991-2001 met 5,1% volgens cijfers uit de tienjaarlijkse volkstellingen van ISTAT.
| Jaar | Inwoneraantal |
| ---- | ------------- |
| 1991 | 6625          |
| 2001 | 6964          |

## Geografie
De gemeente ligt op ongeveer 17,50 m boven zeeniveau.
Prata di Pordenone grenst aan de volgende gemeenten: Brugnera, Mansuè (TV), Pasiano di Pordenone, Porcia, Pordenone, Portobuffolè (TV).

## Geboren
- Pietro Pileo da Prata (1330 of 1331 - 1401), kardinaal-bisschop van Frascati